# Vila-seca
Vila-seca är en kommun i Spanien. Den ligger i provinsen Província de Tarragona och regionen Katalonien, i den östra delen av landet, 400 km öster om huvudstaden Madrid. Antalet invånare är 22 052. Arean är 21,6 kvadratkilometer. Vila-seca gränsar till Reus, La Canonja, Tarragonès, Salou, Cambrils och Riudoms.
Terrängen i Vila-seca är platt.